# 革命左翼 (委内瑞拉)
革命左翼（西班牙語：Izquierda Revolucionaria）是委内瑞拉的一个托洛茨基主义组织。该组织现为委内瑞拉统一社会主义党内部的一个派系。该组织支持玻利瓦尔革命。该组织活跃于“占领工厂”运动中。
该组织的主要前身是国际马克思主义倾向委内瑞拉支部“革命马克思主义潮流”。2010年1月，该组织与国际马克思主义倾向西班牙支部、国际马克思主义倾向墨西哥支部的一部分以及哥伦比亚的某个托派团体创建了一个新的托洛茨基主义国际组织，取名为“革命左翼”。2016年，革命左翼宣布与工人国际委员会合作。2017年，革命左翼并入工人国际委员会，革命左翼委内瑞拉支部与原工人国际委员会委内瑞拉支部革命社会主义合并为新的工人国际委员会委内瑞拉支部，取名为“革命左翼”。2019年，该组织退出工人国际委员会，转而加入国际革命左翼。